# Arenal (jezioro)
Arenal (hiszp. Lago Arenal) – jezioro w północno-zachodniej Kostaryce, położone w górzystej części kraju, w paśmie Cordillera de Guanacaste, na granicy prowincji Guanacaste i Alajuela
W 1979 ukończona została zapora wodna, dzięki której podpiętrzono wody istniejącego jeziora. Obecnie jezioro Arenal zajmuje powierzchnię 80 km² i jest największym zbiornikiem wodnym kraju. Nad zachodnim krańcem jeziora wznosi się wulkan Arenal.
Zbiornik wodny Arenal to największy kostarykański projekt hydroenergetyczny, dostarczający 60% energii elektrycznej kraju.